# Richard Bartoš
Richard Bartoš (ur. 28 czerwca 1992) – słowacki piłkarz występujący na pozycji ofensywnego pomocnika lub napastnika w słowackim klubie Tatran Liptowski Mikułasz, w którym pełni rolę kapitana. W swojej karierze grał również w MFK Ružomberok, MFK Dolný Kubín, ŠKF Sereď i Družstevník Liptovská Štiavnica.